# 勒农库尔
勒农库尔（法語：Lenoncourt，法語發音：[lənɔ̃kuʁ]）是法国默尔特-摩泽尔省的一个市镇，属于南锡区。

## 地理
勒农库尔（48°39'58"N, 6°18'13"E）面积11.53 平方千米，位于法国大東部大區默尔特-摩泽尔省，该省份为法国东北部内陆省份，是洛林的一部分，北邻比利时、卢森堡，北起顺时针与摩泽尔省、下莱茵省、孚日省和默兹省接壤。
与勒农库尔接壤的市镇（或旧市镇、城区）包括：默尔特河畔阿尔、比松库尔、塞尔维尔、阿罗库尔、皮尔努瓦、索尔叙尔莱南锡、瓦朗热维尔。

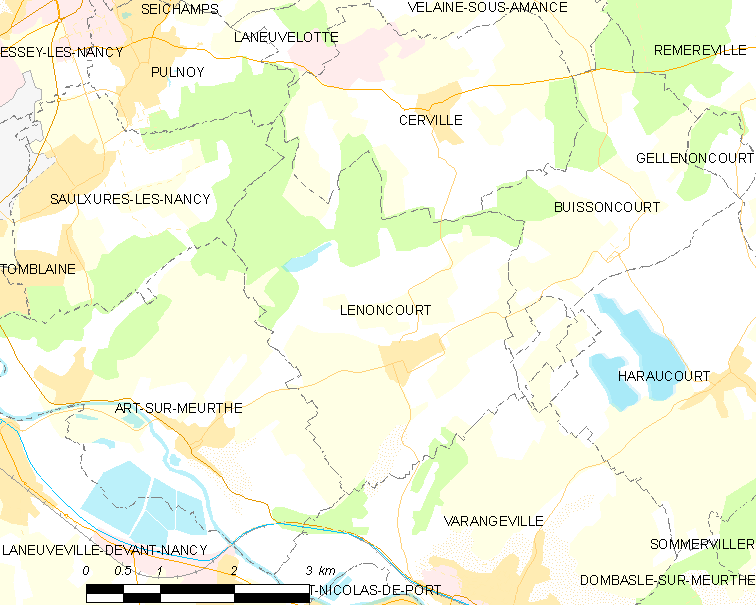
勒农库尔的OSM定位图

勒农库尔的时区为UTC+01:00、UTC+02:00（夏令时）。

## 行政
勒农库尔的邮政编码为54110，INSEE市镇编码为54311。

## 政治
勒农库尔所属的省级选区为格朗库罗内县。

## 人口

1962-2008年间勒农库尔人口变化图示

勒农库尔于2022年1月1日时的人口数量为592人。